# Carlo Mazzone
Carlo Mazzone (Roma, 19 marzo 1937 – Ascoli Piceno, 19 agosto 2023) è stato un calciatore e allenatore di calcio italiano.
Era conosciuto con il soprannome di Sor Carletto o Sor Magara per via del caratteristico e spiccato accento romanesco. Detiene il record di panchine in Serie A, con 792 partite (797, calcolando anche 5 spareggi), nonché il primato di presenze ufficiali (1278) in panchina con squadre italiane; è inoltre, a pari merito con Alberto Malesani, il tecnico che si è seduto su più panchine diverse nella storia della massima serie italiana, allenando in tutto 11 club.
Nel 2019 gli è stata intitolata la nuova tribuna Est dello Stadio Cino e Lillo Del Duca di Ascoli Piceno, e nello stesso anno è stato inserito nella Hall of Fame del calcio italiano.

## Carriera

### Giocatore
Dopo aver giocato nelle giovanili della Roma, giocò una stagione nel Latina (dilettanti) collezionando 25 presenze. Esordì in Serie A il 31 maggio 1959 in Fiorentina-Roma (1-1), e giocò l'ultima di campionato Roma-Talmone Torino (4-1). L'anno seguente passò, sempre in Serie A, alla SPAL. Nello stesso campionato si trasferì in Serie C, rinforzando le file del Siena. L'anno seguente andò alla Del Duca Ascoli, club in cui giocò per nove anni, dal 1960 al 1969, e dove collezionò 219 presenze, quasi tutte da capitano. La sua ultima stagione da calciatore, quella 1968-1969, fu anche la sua prima da allenatore, sempre dei bianconeri.

### Allenatore
Nella stagione 1968-1969 il presidente della Del Duca Ascoli Costantino Rozzi, in attesa di trovare un nuovo allenatore, gli affidò temporaneamente per due volte la conduzione della prima squadra; il 24 novembre 1968 avviene l'esordio in panchina in sostituzione di Evaristo Malavasi, poi il 4 maggio 1969 al posto di Guido Capello e fino alla fine del campionato di Serie C. Nel campionato seguente Mazzone, nella penultima giornata di andata, sostituì fino al termine della stagione l'allenatore Alberto Eliani; portò la squadra per la prima volta nella sua storia in testa al campionato, sfiorando la promozione.
Mazzone rimase all'Ascoli fino al 1975. In questo periodo, con due promozioni in tre anni, portò la squadra dalla Serie C alla massima serie. Nel campionato 1974-1975 ottenne la prima di molte salvezze in Serie A.

Mazzone (a destra) alla guida dell'Ascoli nei primi anni 1980, accanto all'ivoriano Zahoui.

Passato alla Fiorentina, vi rimase per tre anni, vincendo nel 1975 la Coppa di Lega Italo-Inglese e classificandosi al terzo posto nel campionato 1976-1977.
Passato al neopromosso Catanzaro nel 1978, alla guida del club calabrese raggiunse due salvezze in massima serie.
Tornò nel 1980 all'Ascoli per altre cinque stagioni, guidando la squadra a un sesto posto nel campionato 1981-1982 e a quattro salvezze consecutive.
Dopo una breve parentesi al Bologna nel 1985-1986 in Serie B, senza riuscire a centrare per pochi punti l'obiettivo della promozione, passò al Lecce, in Serie B, subentrando a dieci giornate dal termine. Il campionato fu molto combattuto nelle fasi conclusive, con Pescara e Pisa promosse direttamente (con 44 punti) e tre squadre a un solo punto di distacco. Lecce, Cesena e Cremonese si affrontarono dunque in tre gare di spareggio, più un'ulteriore finale fra Cesena e Lecce che vide prevalere i bianconeri. Mazzone centrò l'obiettivo della promozione in Serie A l'anno successivo, con il secondo posto a due punti dalla capolista Bologna. L'esperienza con il Lecce proseguì per altri due anni in Serie A, con due salvezze: la prima con un nono posto, la seconda per un solo punto.
Dopo una breve parentesi al Pescara, nel 1991 firmò per il Cagliari, dove rimase per due anni. Il sesto posto del 1992-1993 con i sardi (e conseguente loro qualificazione alla Coppa UEFA dopo 21 anni) gli valse la chiamata alla Roma. I tre anni sulla panchina romanista furono caratterizzati da un settimo posto e due quinti posti. Durante la sua permanenza a Roma, Mazzone lanciò in prima squadra Francesco Totti, destinato a diventare giocatore simbolo della squadra giallorossa nonché una fra le più grandi «bandiere» della storia del calcio.
Tornò a Cagliari nel 1996 subentrando dopo sei giornate a Gregorio Pérez, ma non riuscì a salvare i sardi, battuti nello spareggio dal Piacenza, dalla retrocessione in Serie B.
Nel 1997 provò l'esperienza al Napoli, dove diede le dimissioni dopo quattro partite di campionato. Nel 1998 approdò nuovamente al Bologna, appena privatosi di Roberto Baggio, ma con Giuseppe Signori. Guidò i rossoblu alla vittoria dell'Intertoto e arrivò fino alle semifinali di Coppa UEFA e di Coppa Italia.
Nel 1999 passò quindi al Perugia, dove fu uno dei pochi allenatori a completare un intero campionato con la squadra del vulcanico presidente Luciano Gaucci.

Mazzone alla seconda esperienza sulla panchina del Cagliari nella stagione 1996-1997; al suo fianco, lo storico vice Leonardo Menichini (a sinistra).

Nel 2000 Mazzone venne chiamato ad allenare il Brescia del presidente Luigi Corioni, dove poi, convinto proprio da Mazzone, arriverà Roberto Baggio, il quale al momento della firma con le rondinelle fece apporre sul contratto una clausola che gli avrebbe permesso di rescinderlo nel caso in cui Mazzone avesse lasciato la panchina bresciana; nella stagione successiva si trasferirono nella squadra lombarda anche l'attaccante Luca Toni ed il centrocampista spagnolo Pep Guardiola, quest'ultimo divenuto celebre, in seguito, anche come allenatore di Barcellona e Manchester City, consegnandosi alla storia del calcio come uno dei migliori tecnici in termini di innovazione tattica e numero di trofei vinti. Di rilievo fu, nella stessa stagione dell'approdo di Baggio a Brescia, il cambio di ruolo impresso dal tecnico romano ad Andrea Pirlo da mezza punta a regista di centrocampo, perché chiuso in avanti da Baggio. Pirlo venne impiegato come centrocampista anche da Carlo Ancelotti al Milan, dove il trequartista era Rui Costa, a partire dal 2002, e sempre con tale ruolo si laureò campione del mondo nel 2006.
Il Brescia di quegli anni conquistò una serie record di quattro salvezze consecutive e sfiorò la qualificazione alla Coppa UEFA nel 2001, quando fu sconfitto dal Paris Saint-Germain nella finale della Coppa Intertoto. Il 30 settembre 2001 Mazzone fu protagonista di un evento tanto memorabile quanto controverso: in occasione di una partita contro gli storici rivali dell'Atalanta, all'inizio del secondo tempo il Brescia era in svantaggio per 3-1 e l'allenatore veniva continuamente preso in giro dai tifosi bergamaschi, fino a quando Baggio segnò la rete del 3-2 ed Alessandro Rinaldi, con un autogol seguito ad una punizione calciata sempre da Baggio, siglò il 3-3, pareggio che il tecnico festeggiò correndo sotto la curva atalantina ed urlando in dialetto romanesco "li mortacci vostra", gesto per il quale fu espulso dall'arbitro Pierluigi Collina e squalificato per cinque giornate.

Mazzone alla guida del Brescia, in uno dei momenti più famosi della sua carriera: la corsa sotto la curva atalantina nel derby Lombardo del 30 settembre 2001, dopo il pareggio dei suoi allo scadere.

Torna per la terza volta al Bologna nel 2003-2004, dove ottiene una salvezza e una retrocessione dopo gli spareggi contro il Parma alla fine della stagione 2004-2005. L'anno seguente, esattamente il 7 febbraio 2006 è chiamato ad allenare il Livorno, sesto in Serie A, per sostituire Roberto Donadoni. La sua prima partita da allenatore del Livorno è quella che vede opposta la sua squadra all'Ascoli, sua ex squadra, con la sfida terminata col punteggio di 0-0. Mazzone ha concluso il rapporto con la società toscana alla fine della stagione e a quasi 70 anni di età. Il successivo 18 marzo, in occasione di Livorno-Juventus, ha eguagliato il record di 787 presenze in panchina in Serie A di Nereo Rocco e lo ha successivamente battuto, giungendo a fine stagione a 792 presenze in serie A. Quella sulla panchina del Livorno è stata l'ultima sua esperienza come allenatore.

### Dopo il ritiro
Mazzone ha allenato ininterrottamente per circa 38 anni e ha stabilito il record di panchine nella storia del calcio italiano, con 1.278 panchine ufficiali. Nel 2009, in occasione della finale di Champions League tra Barcellona e Manchester Utd, fu invitato alla partita da Pep Guardiola, allenatore del Barcellona e suo ex giocatore nel Brescia: Mazzone accettò volentieri dichiarando apertamente di tifare per la squadra spagnola. Guardiola, al termine della partita, dedicò la vittoria a Paolo Maldini, ritiratosi da poco, e proprio al suo maestro Carlo Mazzone, dicendosi orgoglioso di averlo avuto come tecnico, nonché di ispirarsi al suo credo calcistico.
Terminata la carriera da allenatore, nel 2008 appare in un piccolo cameo interpretando sé stesso nel film L'allenatore nel pallone 2, in cui dialoga a bordo di un treno con l'allenatore della Longobarda Oronzo Canà, personaggio cinematografico interpretato da Lino Banfi.
Il 2 novembre 2022 esce su Prime Video il docufilm su Mazzone Come un padre di Alessio Di Cosimo con interviste, tra gli altri, a diversi giocatori da lui allenati, come Roberto Baggio, Marco Materazzi, Pep Guardiola, Francesco Totti, Andrea Pirlo, Giuseppe Giannini, Giuseppe Signori, Dario Hubner, Luigi Di Biagio, Claudio Ranieri e i gemelli Antonio ed Emanuele Filippini.
È deceduto nella sua abitazione in località Monteverde ad Ascoli Piceno, dove risiedeva da tempo, il 19 agosto 2023, all'età di 86 anni. La camera ardente è stata aperta in forma privata, mentre il funerale viene celebrato due giorni dopo nella chiesa di San Francesco in piazza del Popolo ad Ascoli Piceno; la sepoltura nel locale cimitero. In occasione delle esequie, la città di Ascoli Piceno ha dichiarato il lutto cittadino. Nella prima giornata della Serie A 2023-2024 viene osservato un minuto di silenzio in tutti i campi in suo onore.

## Controversie
Nel 2005 la procura di Firenze, su richiesta di Gabriella Bernardini, vedova del calciatore Bruno Beatrice, aprì un'indagine sulla morte di quest'ultimo (iniziativa poi allargatasi ad altri casi), in cui si ipotizzava che potesse essere stata determinata da errate terapie a cui il calciatore fu sottoposto per accelerare la guarigione da una tendinopatia (in particolare una massiccia radioterapia durata circa tre mesi). L'ipotesi che queste terapie, e l'uso di alcune sostanze dopanti durante la carriera agonistica, fossero state la causa della leucemia, era rafforzata, secondo i legali della vedova Beatrice, dal decesso di alcuni ex compagni di squadra ai tempi della Fiorentina. L'indagine dei Nas di Firenze, limitatamente alla morte di Beatrice, si concluse nel giugno del 2008, ipotizzando il reato di omicidio preterintenzionale per l'allenatore Carlo Mazzone. Il 2 gennaio 2009 la procura di Firenze richiese però l'archiviazione del caso per intervenuta prescrizione.

## Statistiche

### Presenze e reti nei club
| Stagione        | Squadra         | Campionato      | Campionato | Campionato |
| Stagione        | Squadra         | Comp            | Pres       | Reti       |
| --------------- | --------------- | --------------- | ---------- | ---------- |
| 1956-1957       | Latina          | 1ª Div. Lazio   | 25         | 0          |
| 1958-1959       | Roma            | A               | 2          | 0          |
| 1959            | SPAL            | A               | 0          | 0          |
| 1959-1960       | Siena           | C               | 13         | 0          |
| 1960-1961       | Ascoli          | C               | 22         | 1          |
| 1961-1962       | Ascoli          | C               | 27         | 1          |
| 1962-1963       | Ascoli          | C               | 28         | 3          |
| 1963-1964       | Ascoli          | C               | 33         | 0          |
| 1964-1965       | Ascoli          | C               | 23         | 2          |
| 1965-1966       | Ascoli          | C               | 30         | 0          |
| 1966-1967       | Ascoli          | C               | 30         | 1          |
| 1967-1968       | Ascoli          | C               | 22         | 3          |
| 1968-1969       | Ascoli          | C               | 4          | 0          |
| Totale Ascoli   | Totale Ascoli   | Totale Ascoli   | 219        | 11         |
| Totale carriera | Totale carriera | Totale carriera | 259        | 11         |

### Statistiche da allenatore
In grassetto le competizioni vinte.
| Stagione          | Squadra           | Campionato        | Campionato | Campionato | Campionato | Campionato | Coppe nazionali | Coppe nazionali | Coppe nazionali | Coppe nazionali | Coppe nazionali | Coppe continentali | Coppe continentali | Coppe continentali | Coppe continentali | Coppe continentali | Altre coppe | Altre coppe | Altre coppe | Altre coppe | Altre coppe | Totale | Totale | Totale | Totale | % Vittorie | Piazzamento      |
| Stagione          | Squadra           | Comp              | G          | V          | N          | P          | Comp            | G               | V               | N               | P               | Comp               | G                  | V                  | N                  | P                  | Comp        | G           | V           | N           | P           | G      | V      | N      | P      | %          | Piazzamento      |
| ----------------- | ----------------- | ----------------- | ---------- | ---------- | ---------- | ---------- | --------------- | --------------- | --------------- | --------------- | --------------- | ------------------ | ------------------ | ------------------ | ------------------ | ------------------ | ----------- | ----------- | ----------- | ----------- | ----------- | ------ | ------ | ------ | ------ | ---------- | ---------------- |
| 1968-1969         | Ascoli            | C                 | 13         | 5          | 6          | 2          | -               | -               | -               | -               | -               | -                  | -                  | -                  | -                  | -                  | -           | -           | -           | -           | -           | 13     | 5      | 6      | 2      | 38,46      | 3º               |
| 1969-1970         | Ascoli            | C                 | 21         | 11         | 6          | 4          | -               | -               | -               | -               | -               | -                  | -                  | -                  | -                  | -                  | -           | -           | -           | -           | -           | 21     | 11     | 6      | 4      | 52,38      | Sub. 4º          |
| 1970-1971         | Ascoli            | C                 | 38         | 17         | 10         | 11         | -               | -               | -               | -               | -               | -                  | -                  | -                  | -                  | -                  | -           | -           | -           | -           | -           | 38     | 17     | 10     | 11     | 44,74      | 4º               |
| 1971-1972         | Ascoli            | C                 | 38         | 23         | 12         | 3          | -               | -               | -               | -               | -               | -                  | -                  | -                  | -                  | -                  | -           | -           | -           | -           | -           | 38     | 23     | 12     | 3      | 60,53      | 1º (prom.)       |
| 1972-1973         | Ascoli            | B                 | 38         | 20         | 8          | 10         | CI              | 4               | 0               | 3               | 1               | -                  | -                  | -                  | -                  | -                  | -           | -           | -           | -           | -           | 42     | 20     | 11     | 11     | 47,62      | 4º               |
| 1973-1974         | Ascoli            | B                 | 38         | 16         | 19         | 3          | CI              | 4               | 2               | 0               | 2               | -                  | -                  | -                  | -                  | -                  | -           | -           | -           | -           | -           | 42     | 18     | 19     | 5      | 42,86      | 2º (prom.)       |
| 1974-1975         | Ascoli            | A                 | 30         | 6          | 12         | 12         | CI              | 4               | 0               | 1               | 3               | -                  | -                  | -                  | -                  | -                  | -           | -           | -           | -           | -           | 34     | 6      | 13     | 15     | 17,65      | 12º              |
| 1975-1976         | Fiorentina        | A                 | 30         | 9          | 9          | 12         | CI              | 6               | 1               | 5               | 0               | CdC                | 4                  | 3                  | 0                  | 1                  | CdL         | 2           | 2           | 0           | 0           | 42     | 15     | 14     | 13     | 35,71      | 9º               |
| 1976-1977         | Fiorentina        | A                 | 30         | 12         | 11         | 7          | CI              | 4               | 2               | 2               | 0               | -                  | -                  | -                  | -                  | -                  | CM          | 6           | 2           | 1           | 3           | 40     | 16     | 14     | 10     | 40,00      | 3º               |
| 1977-gen. 1978    | Fiorentina        | A                 | 11         | 1          | 4          | 6          | CI              | 4               | 4               | 0               | 0               | CU                 | 2                  | 0                  | 0                  | 2                  | -           | -           | -           | -           | -           | 17     | 5      | 4      | 8      | 29,41      | Eson.            |
| Totale Fiorentina | Totale Fiorentina | Totale Fiorentina | 71         | 22         | 24         | 25         |                 | 14              | 7               | 7               | 0               |                    | 6                  | 3                  | 0                  | 3                  |             | 8           | 4           | 1           | 3           | 99     | 36     | 32     | 31     | 36,36      |                  |
| 1978-1979         | Catanzaro         | A                 | 30         | 6          | 16         | 8          | CI              | 8               | 4               | 3               | 1               | -                  | -                  | -                  | -                  | -                  | -           | -           | -           | -           | -           | 38     | 10     | 19     | 9      | 26,32      | 9º               |
| 1979-mar. 1980    | Catanzaro         | A                 | 25         | 3          | 12         | 10         | CI              | 4               | 2               | 1               | 1               | -                  | -                  | -                  | -                  | -                  | -           | -           | -           | -           | -           | 29     | 5      | 13     | 11     | 17,24      | Eson.            |
| Totale Catanzaro  | Totale Catanzaro  | Totale Catanzaro  | 55         | 9          | 28         | 18         |                 | 12              | 6               | 4               | 2               |                    | -                  | -                  | -                  | -                  |             | -           | -           | -           | -           | 67     | 15     | 32     | 20     | 22,39      |                  |
| gen.-giu. 1981    | Ascoli            | A                 | 18         | 3          | 10         | 5          | -               | -               | -               | -               | -               | -                  | -                  | -                  | -                  | -                  | TC          | 4           | 3           | 1           | 0           | 22     | 6      | 11     | 5      | 27,27      | Sub. 11º         |
| 1981-1982         | Ascoli            | A                 | 30         | 9          | 14         | 7          | CI              | 4               | 1               | 2               | 1               | -                  | -                  | -                  | -                  | -                  | -           | -           | -           | -           | -           | 34     | 10     | 16     | 8      | 29,41      | 6º               |
| 1982-1983         | Ascoli            | A                 | 30         | 9          | 9          | 12         | CI              | 7               | 4               | 1               | 2               | -                  | -                  | -                  | -                  | -                  | -           | -           | -           | -           | -           | 37     | 13     | 10     | 14     | 35,14      | 13º              |
| 1983-1984         | Ascoli            | A                 | 30         | 9          | 11         | 10         | CI              | 7               | 4               | 2               | 1               | -                  | -                  | -                  | -                  | -                  | -           | -           | -           | -           | -           | 37     | 13     | 13     | 11     | 35,14      | 10º              |
| lug.-ott. 1984    | Ascoli            | A                 | 7          | 0          | 2          | 5          | CI              | 5               | 2               | 1               | 2               | -                  | -                  | -                  | -                  | -                  | -           | -           | -           | -           | -           | 12     | 2      | 3      | 7      | 16,67      | Eson.            |
| Totale Ascoli     | Totale Ascoli     | Totale Ascoli     | 331        | 128        | 119        | 84         |                 | 35              | 13              | 10              | 12              |                    | -                  | -                  | -                  | -                  |             | 4           | 3           | 1           | 0           | 370    | 144    | 130    | 96     | 38,92      |                  |
| 1985-1986         | Bologna           | B                 | 38         | 15         | 11         | 12         | CI              | 5               | 2               | 1               | 2               | -                  | -                  | -                  | -                  | -                  | -           | -           | -           | -           | -           | 43     | 17     | 12     | 14     | 39,53      | 6º               |
| apr.-giu. 1987    | Lecce             | B                 | 10+3       | 7+1        | 1+1        | 2+1        | -               | -               | -               | -               | -               | -                  | -                  | -                  | -                  | -                  | -           | -           | -           | -           | -           | 13     | 8      | 2      | 3      | 61,54      | Sub. 4º          |
| 1987-1988         | Lecce             | B                 | 38         | 17         | 15         | 6          | CI              | 5               | 1               | 2               | 2               | -                  | -                  | -                  | -                  | -                  | -           | -           | -           | -           | -           | 43     | 18     | 17     | 8      | 41,86      | 2º (prom.)       |
| 1988-1989         | Lecce             | A                 | 34         | 8          | 15         | 11         | CI              | 8               | 3               | 4               | 1               | -                  | -                  | -                  | -                  | -                  | -           | -           | -           | -           | -           | 42     | 11     | 19     | 12     | 26,19      | 9º               |
| 1989-1990         | Lecce             | A                 | 34         | 10         | 8          | 16         | CI              | 2               | 1               | 1               | 0               | -                  | -                  | -                  | -                  | -                  | -           | -           | -           | -           | -           | 36     | 11     | 9      | 16     | 30,56      | 14º              |
| Totale Lecce      | Totale Lecce      | Totale Lecce      | 116+3      | 42+1       | 39+1       | 35+1       |                 | 15              | 5               | 7               | 3               |                    | -                  | -                  | -                  | -                  |             | -           | -           | -           | -           | 134    | 48     | 47     | 39     | 35,82      |                  |
| lug.-nov. 1990    | Pescara           | B                 | 12         | 2          | 6          | 4          | CI              | 4               | 3               | 0               | 1               | -                  | -                  | -                  | -                  | -                  | -           | -           | -           | -           | -           | 16     | 5      | 6      | 5      | 31,25      | Eson.            |
| ott. 1991-1992    | Cagliari          | A                 | 28         | 6          | 15         | 7          | -               | -               | -               | -               | -               | -                  | -                  | -                  | -                  | -                  | -           | -           | -           | -           | -           | 28     | 6      | 15     | 7      | 21,43      | Sub. 13º         |
| 1992-1993         | Cagliari          | A                 | 34         | 14         | 9          | 11         | CI              | 5               | 2               | 2               | 1               | -                  | -                  | -                  | -                  | -                  | -           | -           | -           | -           | -           | 39     | 16     | 11     | 12     | 41,03      | 6º               |
| 1993-1994         | Roma              | A                 | 34         | 10         | 15         | 9          | CI              | 4               | 2               | 1               | 1               | -                  | -                  | -                  | -                  | -                  | -           | -           | -           | -           | -           | 38     | 12     | 16     | 10     | 31,58      | 7º               |
| 1994-1995         | Roma              | A                 | 34         | 16         | 11         | 7          | CI              | 6               | 4               | 0               | 2               | -                  | -                  | -                  | -                  | -                  | -           | -           | -           | -           | -           | 40     | 20     | 11     | 9      | 50,00      | 5º               |
| 1995-1996         | Roma              | A                 | 34         | 16         | 10         | 8          | CI              | 1               | 0               | 0               | 1               | CU                 | 8                  | 4                  | 2                  | 2                  | -           | -           | -           | -           | -           | 43     | 20     | 12     | 11     | 46,51      | 5º               |
| Totale Roma       | Totale Roma       | Totale Roma       | 102        | 42         | 36         | 24         |                 | 11              | 5               | 1               | 5               |                    | 8                  | 4                  | 2                  | 2                  |             | -           | -           | -           | -           | 121    | 52     | 39     | 30     | 42,98      |                  |
| ott. 1996-1997    | Cagliari          | A                 | 28+1       | 8          | 9          | 11+1       | CI              | 2               | 0               | 1               | 1               | -                  | -                  | -                  | -                  | -                  | -           | -           | -           | -           | -           | 31     | 8      | 10     | 13     | 25,81      | Sub. 15º (retr.) |
| Totale Cagliari   | Totale Cagliari   | Totale Cagliari   | 90+1       | 28         | 33         | 29+1       |                 | 7               | 2               | 3               | 2               |                    | -                  | -                  | -                  | -                  |             | -           | -           | -           | -           | 98     | 30     | 36     | 32     | 30,61      |                  |
| ott.-nov. 1997    | Napoli            | A                 | 4          | 0          | 0          | 4          | CI              | 2               | 1               | 0               | 1               | -                  | -                  | -                  | -                  | -                  | -           | -           | -           | -           | -           | 6      | 1      | 0      | 5      | 16,67      | Sub., dimis.     |
| 1998-1999         | Bologna           | A                 | 34+2       | 11+2       | 11+0       | 12+0       | CI              | 8               | 3               | 3               | 2               | Int.+CU            | 6+10               | 4+6                | 0+2                | 2+2                | -           | -           | -           | -           | -           | 60     | 26     | 16     | 18     | 43,33      | 9º               |
| 1999-2000         | Perugia           | A                 | 34         | 12         | 6          | 16         | CI              | 4               | 2               | 1               | 1               | Int.               | 4                  | 2                  | 1                  | 1                  | -           | -           | -           | -           | -           | 42     | 16     | 8      | 18     | 38,10      | 10º              |
| 2000-2001         | Brescia           | A                 | 34         | 10         | 14         | 10         | CI              | 9               | 5               | 1               | 3               | -                  | -                  | -                  | -                  | -                  | -           | -           | -           | -           | -           | 43     | 15     | 15     | 13     | 34,88      | 8º               |
| 2001-2002         | Brescia           | A                 | 34         | 9          | 13         | 12         | CI              | 6               | 4               | 0               | 2               | Int.               | 6                  | 2                  | 4                  | 0                  | -           | -           | -           | -           | -           | 46     | 15     | 17     | 14     | 32,61      | 13º              |
| 2002-2003         | Brescia           | A                 | 34         | 9          | 15         | 10         | CI              | 2               | 0               | 1               | 1               | -                  | -                  | -                  | -                  | -                  | -           | -           | -           | -           | -           | 36     | 9      | 16     | 11     | 25,00      | 9º               |
| Totale Brescia    | Totale Brescia    | Totale Brescia    | 102        | 28         | 42         | 32         |                 | 17              | 9               | 2               | 6               |                    | 6                  | 2                  | 4                  | 0                  |             | -           | -           | -           | -           | 125    | 39     | 48     | 38     | 31,20      |                  |
| 2003-2004         | Bologna           | A                 | 34         | 10         | 9          | 15         | CI              | 4               | 1               | 0               | 3               | -                  | -                  | -                  | -                  | -                  | -           | -           | -           | -           | -           | 38     | 11     | 9      | 18     | 28,95      | 12º              |
| 2004-2005         | Bologna           | A                 | 38+2       | 9+1        | 15+0       | 14+1       | CI              | 4               | 1               | 0               | 3               | -                  | -                  | -                  | -                  | -                  | -           | -           | -           | -           | -           | 44     | 11     | 15     | 18     | 25,00      | 18º (retr.)      |
| Totale Bologna    | Totale Bologna    | Totale Bologna    | 144+4      | 45+3       | 46+0       | 53+1       |                 | 19              | 5               | 4               | 10              |                    | 16                 | 10                 | 2                  | 4                  |             | -           | -           | -           | -           | 183    | 63     | 52     | 68     | 34,43      |                  |
| feb.-giu. 2006    | Livorno           | A                 | 15         | 2          | 5          | 8          | -               | -               | -               | -               | -               | -                  | -                  | -                  | -                  | -                  | -           | -           | -           | -           | -           | 15     | 2      | 5      | 8      | 13,33      | Sub. 6º          |
| Totale carriera   | Totale carriera   | Totale carriera   | 1084       | 364        | 385        | 335        |                 | 142             | 61              | 39              | 42              |                    | 40                 | 21                 | 9                  | 10                 |             | 12          | 7           | 2           | 3           | 1278   | 453    | 435    | 390    | 35,45      |                  |

### Record
- Record di presenze da allenatore in Serie A (792; 797 considerando anche 5 spareggi).[25]
- Record di squadre allenate in Serie A (11, a pari merito con Alberto Malesani)

## Palmarès

### Allenatore

#### Club

##### Competizioni nazionali
- Campionato italiano Serie C: 1

Ascoli: 1971-1972 (Girone B)
- Torneo di Capodanno: 1

Ascoli: 1981

##### Competizioni internazionali
- Coppa di Lega Italo-Inglese: 1

Fiorentina: 1975
- Coppa Intertoto UEFA: 1

Bologna: 1998

#### Individuale
- Panchina d'oro alla carriera: 1

2002
- Inserito nella Hall of Fame del calcio italiano nella categoria Allenatore italiano

2020

## Intitolazioni e documentario
- 2019, intitolata la nuova tribuna est della stadio Cino e Lillo Del Duca di Ascoli Piceno[27];
- 2022, viene realizzato il documentario Come un padre dedicato a Carlo Mazzone e diretto da Alessio Di Cosimo;
- 2025, intitolato un campo sportivo nel quartiere Bravetta a Roma[28].